# Прати, Джованни
Джованни Прати (27 января 1815, Кампо-Ломазо — 9 мая 1884, Рим) — итальянский поэт и политик.

## Биография
Изучал право в университете Падуи. Был патриотом Савойской династии и противником австрийской власти в Италии. Его поэма «Эрменгарда», носящая следы сильного влияния Байрона, положила начало его литературным успехам. В 1843 году Прати переехал в Турин, где сблизился с королём Карлом-Альбертом и обратился в страстного проповедника высокой миссии Савойского дома. В своих вдохновенных произведениях он воспевал успехи короля и скорбел о его неудачах. В 1859 году Прати стоял на стороне итальянских патриотов. Был членом высшего совета по делам народного просвещения и придворным поэтом. В 1862 году был избран в итальянский парламент, в 1876 году стал сенатором. Отличался глубокой религиозностью.
Первые по времени сочинения Прати: сборник стихотворений (1843), «Lettere a Maria» (1843), «Nuovi canti» (1844), 100 сонетов ("Memorie е lagrime, 1844), стихотворная повесть «Vittore Pisani», «Passegiate solitarie» (1847). Особенным успехом пользовались его патриотические стихотворения, написанные между 1848 и 1860 годами. В 1856 году вышли 2 новых тома его «Poesie», в 1855 году — сатира «Satana e le Grazie», в 1856 году — эпическая поэма «Conte Riga», в 1858 году — «Rodolfo», в 1860 году — «Ariberto», в 1861 году — «I due sogni». Два последних сборника его стихотворений озаглавлены «Psiche» и «Isida». Наиболее зрелым и глубоким произведением Прати является его поэтический рассказ «Armando», нечто вроде итальянского «Фауста» — плод занятий поэта немецкой философией и литературой. Лучшее издание его сочинений — «Ореге» (Флоренция, 1862—1865).
Его двоюродным братом был Антонио Гаццолетти, поэт, драматург, журналист, эссеист, либреттист, юрист, участник Рисорджименто, видный деятель революции 1848 года в Триесте.